# Флотський бульвар (Миколаїв)

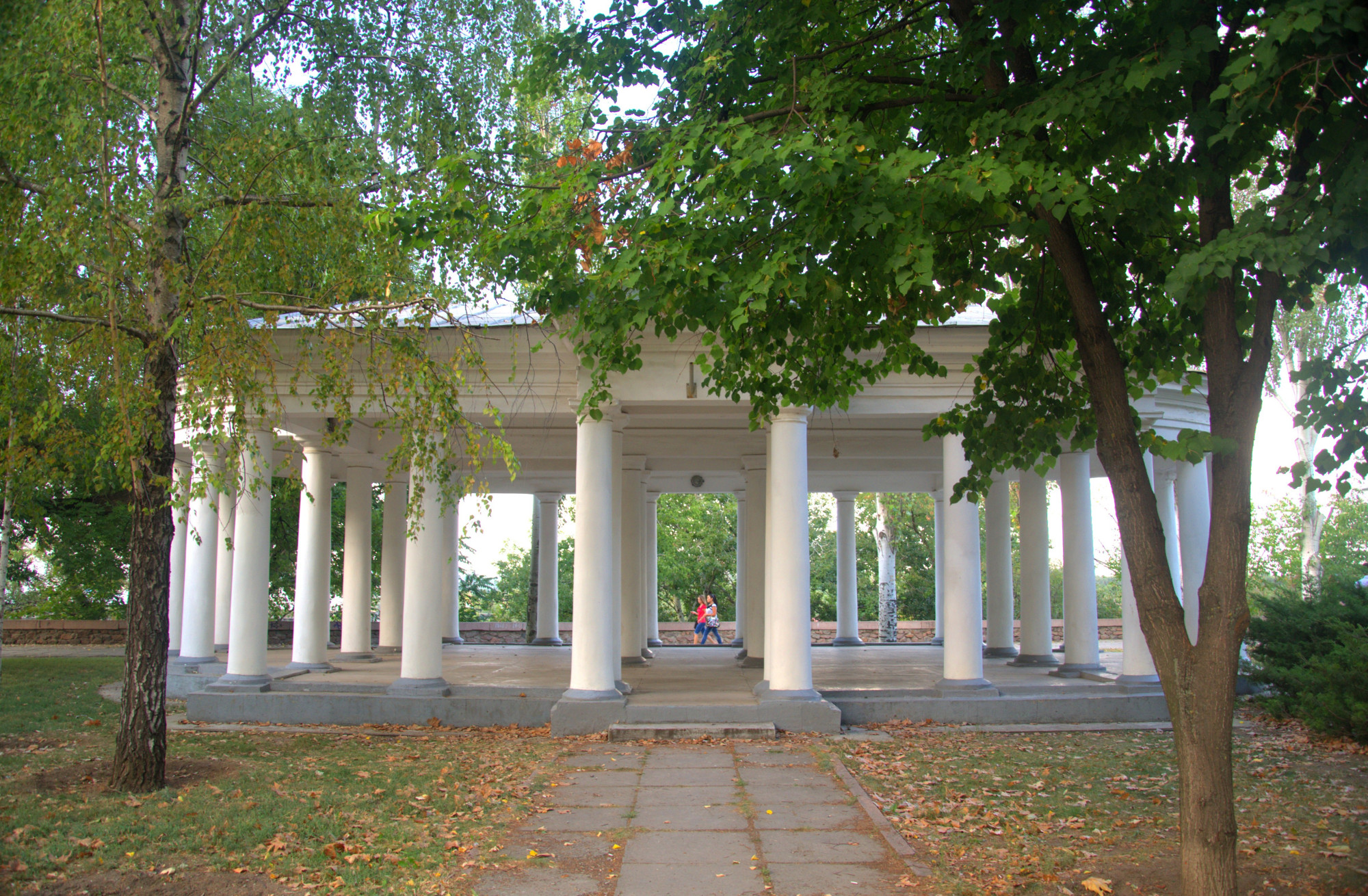
Ротонда біля Шахового клубу

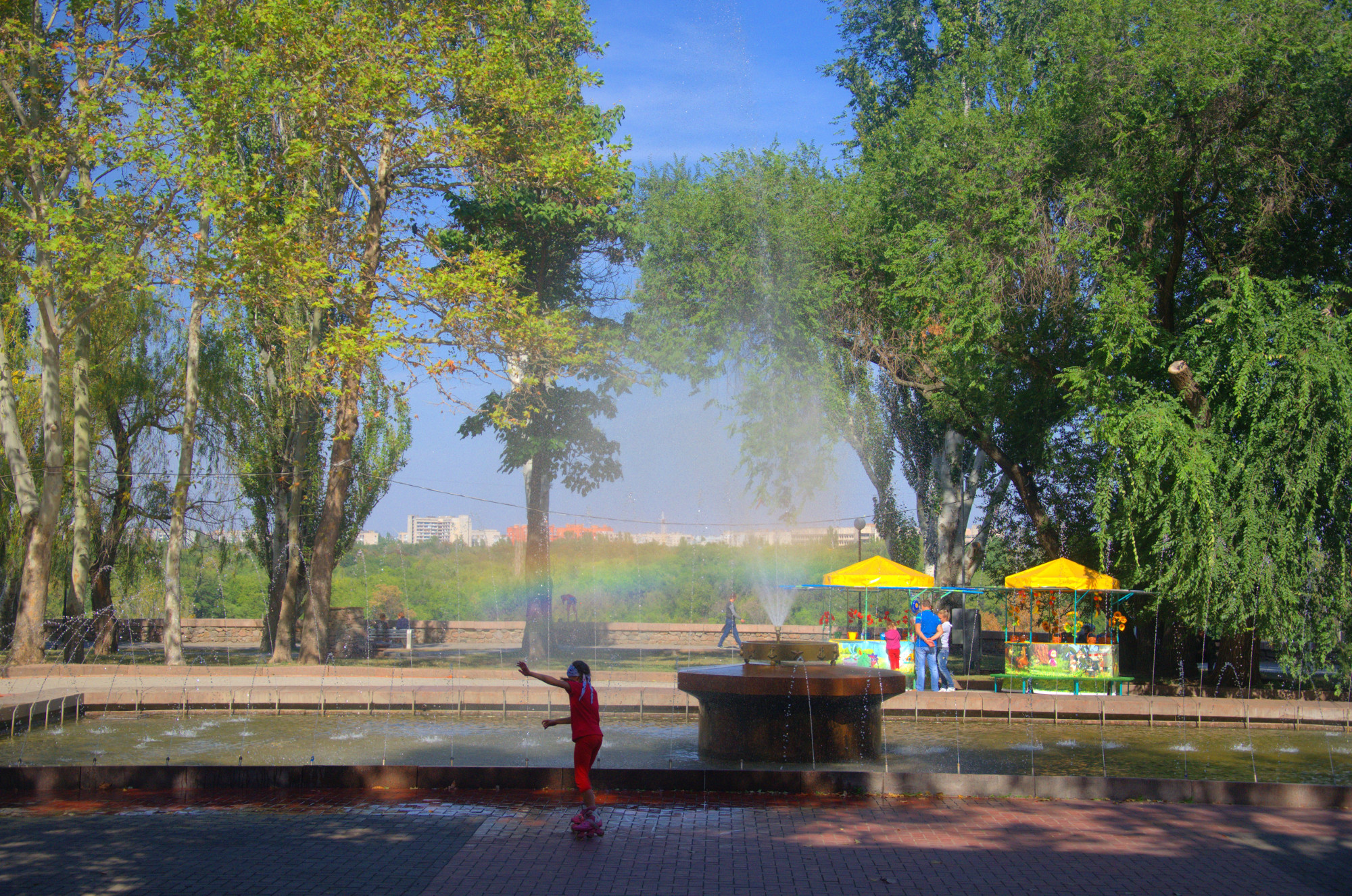
Фонтан на Флотському бульварі

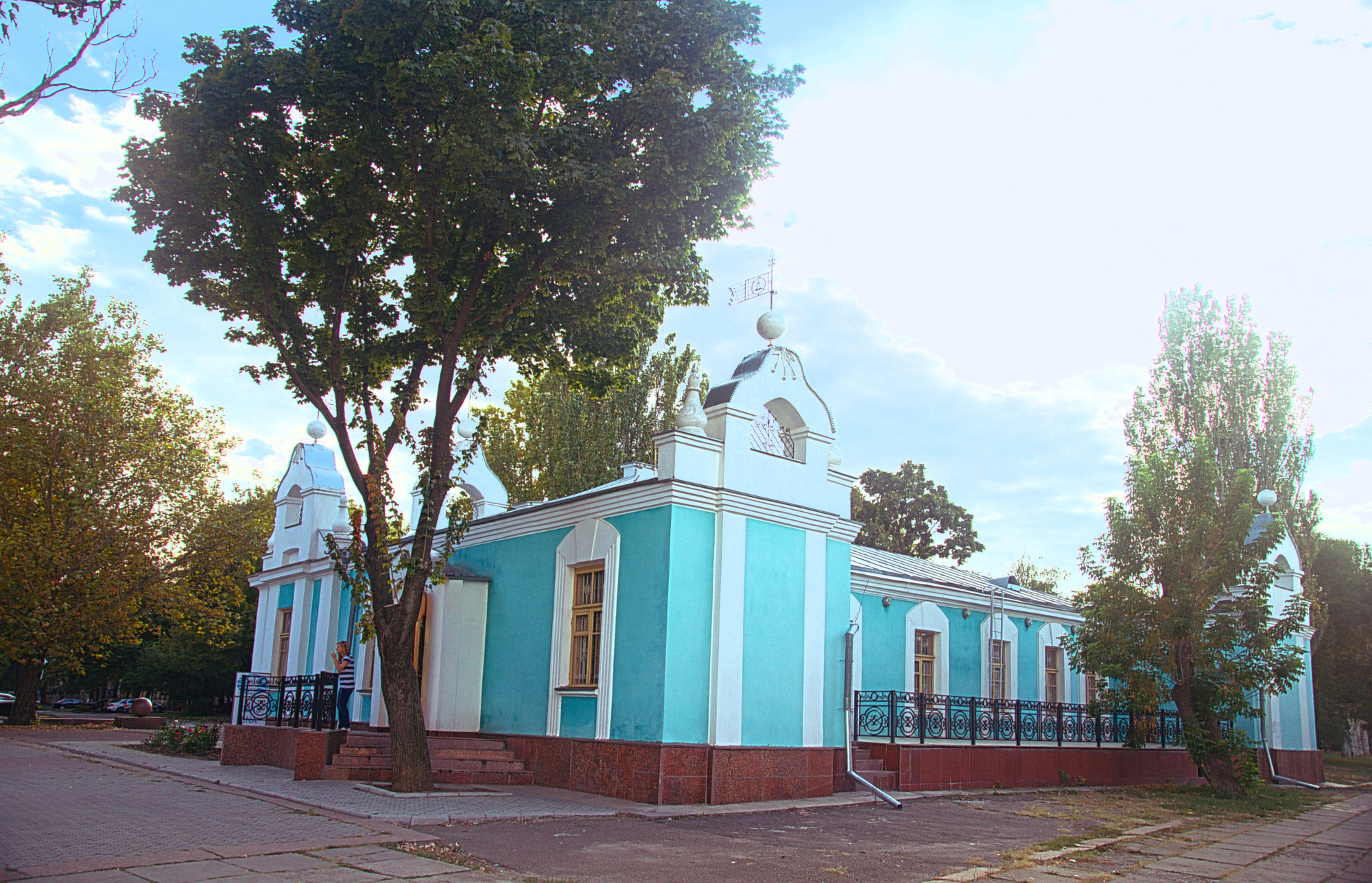
Будівля шахового клубу

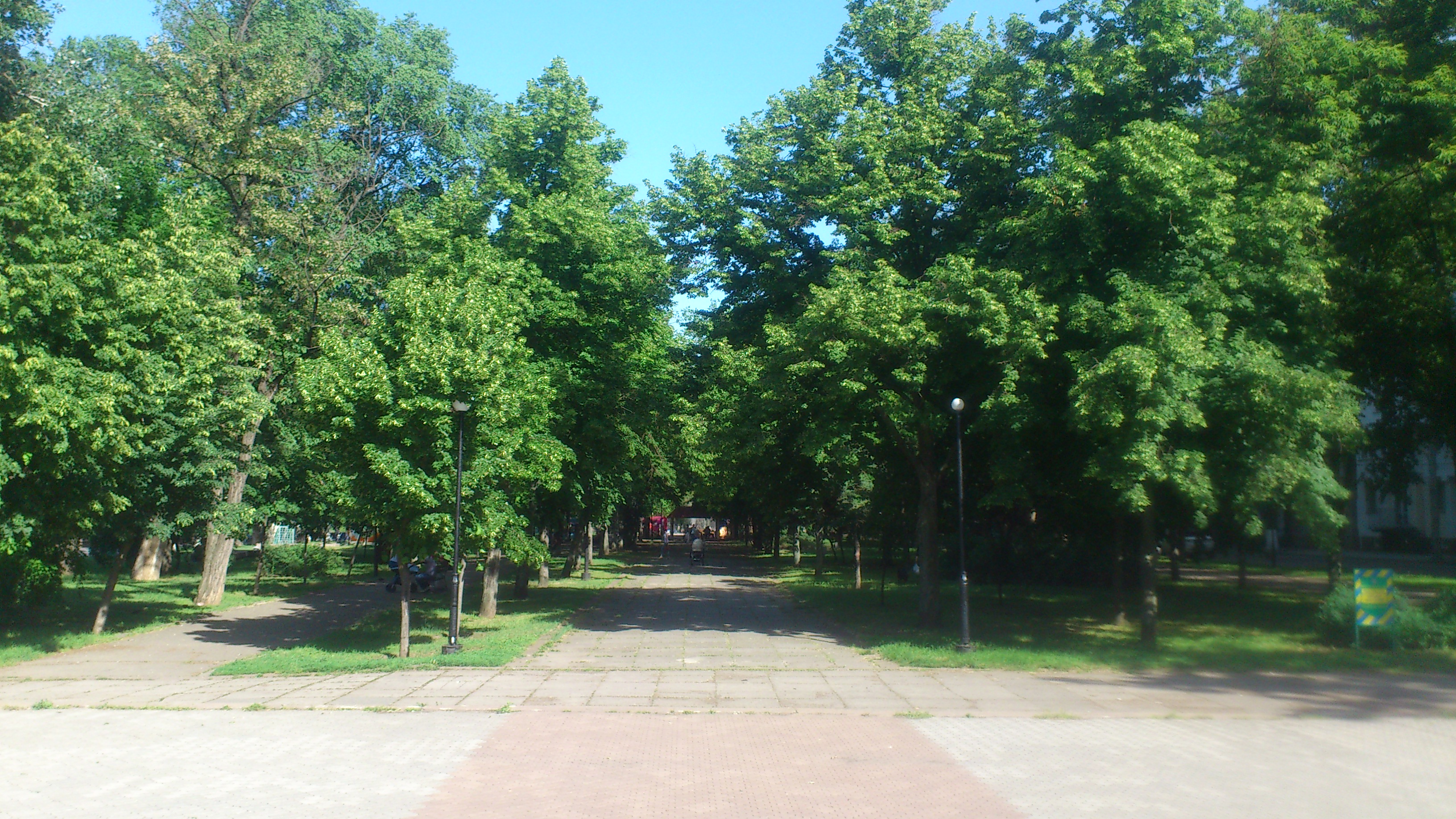
Алея на Флотському бульварі

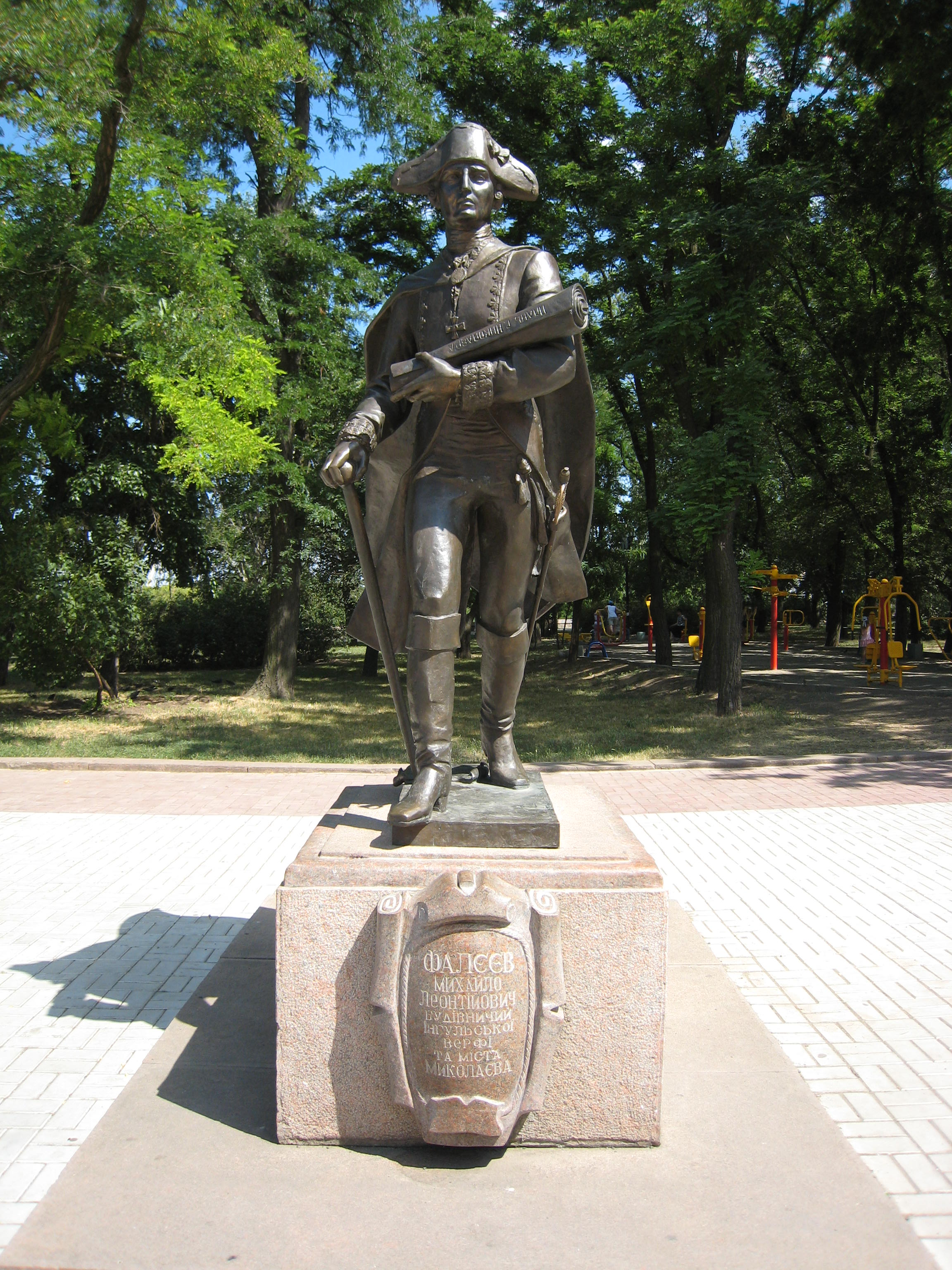
Монумент Михайлу Фалєєву

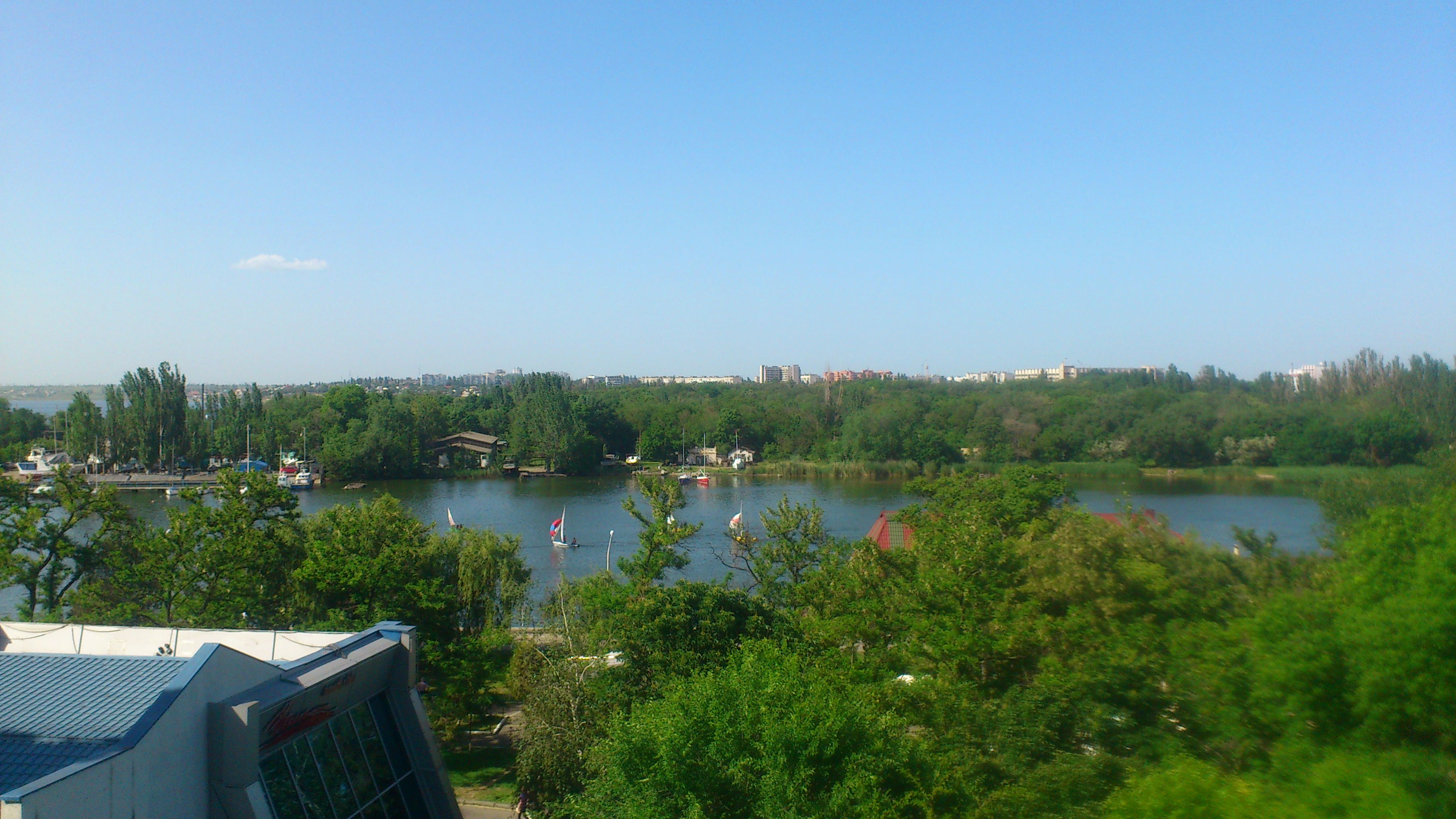
Вид на Інгул із Флотського бульвару

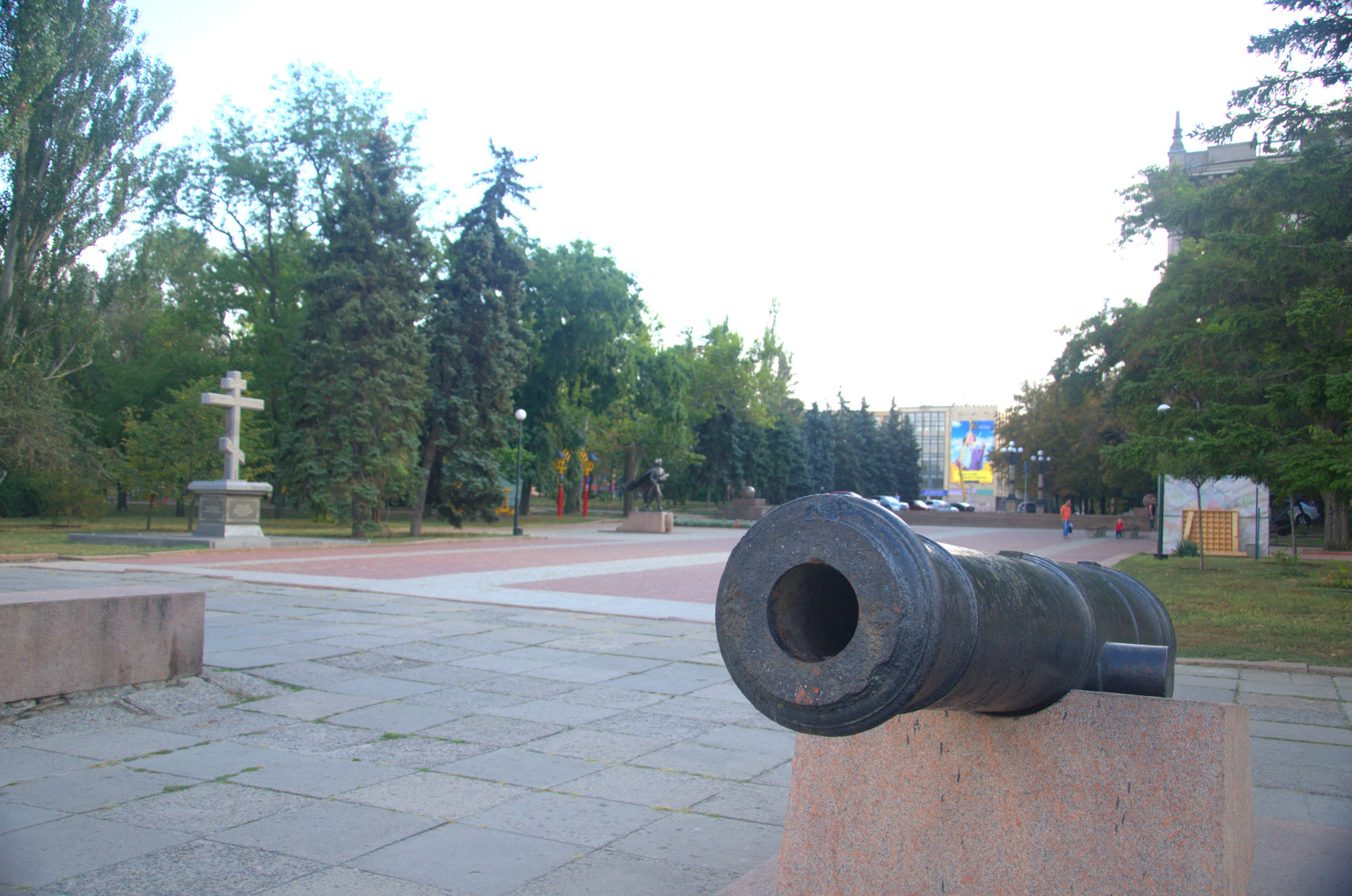
Старовинна гармата

Фло́тський бульва́р (колишній Морський бульвар та Бульвар адмірала Макарова — БАМ) — бульвар в історичній частині м. Миколаєва на лівому березі річки Інгул. Розташовується вздовж вулиці Набережної, поділяється на верхню та нижню частини.

## Історія
Заснований на місці міського звалища адміралом Олексієм Грейгом і відкритий в 1826 році. 
Туди скидали відходи міської мануфактури, залишки продуктів з кораблів, побутове сміття. Описати запах, який тоді панував майже в центрі нового міста,  не вистачить слів у словнику. Адже всього за кілька кварталів було головне морське управління, перша жіноча гімназія, головна вулиця міста. Але, схоже, ці факти не бентежили містобудівників, коли вони обирали місце під звалище.
Саме міське звалище вперше “прославило” Миколаїв. Про неї згадали у 1823 році, у світлі бурхливої ”африканської чуми”. Її привезли з Єгипту до Одеси, і миколаївське звалище не було виною появи хвороби. Але все ж таки створила погану славу місту. Оскільки вона могла сприяти поширенню хвороби.
Розташовувався від будинку головного командира Чорноморського флоту (Адміральський будинок) до стіни Адміралтейства, вздовж Воєнної гавані.
У 1976 році бульвар був реконструйований і отримав свою сучасну назву. У 2000-ні роки відбулась ще одна реконструкція бульвару: встановлений хрест, збудований спортивний майданчик.
На території бульвару розташовані Миколаївський шаховий клуб, пам'ятник адміралу Степану Макарову, старовинна гармата — пам'ятний знак на честь заснування міста, дитяче містечко, пам'ятник полковнику Михайлу Фалєєву, який керував будівництвом міста і верфі, фонтан.
Місце відпочинку.